# Foudroyant (1751)
Pour les articles homonymes, voir Foudroyant.
Le Foudroyant est un vaisseau de ligne de 80 canons de la Marine royale française lancé en 1750. Il est mis en chantier pendant la vague de construction qui sépare la fin de guerre de Succession d'Autriche (1748) du début de la guerre de Sept Ans (1755). Il sert de Vaisseau amiral à l'escadre de Toulon au début de la guerre de Sept Ans. Capturé par la Royal Navy en 1758 et intégré à ses rangs, il sert comme vaisseau de troisième rang sous le nom de HMS Foudroyant. La marine anglaise l'utilise encore plusieurs fois comme vaisseau-amiral. Il quitte le service en 1787 après avoir participé à de nombreux engagement militaires.

## Caractéristiques générales
Le Foudroyant fait partie de la nouvelle série des deux-ponts plus puissants construits à cette époque par la marine française pour obtenir un bon rapport coût/manœuvrabilité/armement afin de pouvoir tenir tête à la marine anglaise qui dispose de beaucoup plus de navires. Il est mis sur cale peu après la fin de la guerre de Succession d’Autriche qui a vu la perte de beaucoup de vaisseaux et qui nécessite le renouvellement de nombre d’autres qui sont très usés. Portant 80 canons répartis pour l'essentiel sur deux ponts, c’est le troisième bâtiment de ce type après le Tonnant (1743) et le Soleil Royal (1749).
Le Foudroyant est construit aux chantiers navals de Toulon, à partir de plans dessinés par François Coulomb. Il est lancé le 18 décembre 1750. Il est long de 57 mètres, large de 15,3 mètres et son tirant d’eau dépasse légèrement les 7 mètres. Sans être standardisé, il partage les caractéristiques communes de tous les « 80 canons » construits à de nombreux exemplaires jusqu’au début du XIXe siècle, combinée à la volonté des responsables navals d’exploiter au mieux cette catégorie de vaisseau de guerre qui est elle-même une prolongement de l’excellente série des 74 canons.
Sa coque est en chêne, bois lourd et très résistant. Près de 3 000 chênes vieux de 80 à 100 ans ont été nécessaires à sa construction. Le gréement, (mâts et vergues) est en pin, bois plus léger et souple. De 30 à 35 pins ont été assemblés pour former la mâture. Les affûts des canons et des pompes sont en orme, les sculptures de la proue et de la poupe sont en tilleul et en peuplier, les poulies sont en gaïac. Les menuiseries intérieures sont en noyer. Les cordages (plus de 80 tonnes) et les voiles (à peu près 3 000 m2) sont en chanvre. Un deuxième jeu est stocké en soute pour faire face aux avaries, toujours fréquentes.
Prévu pour pouvoir opérer pendant des semaines très loin de ses bases européennes s’il le faut, ses capacités de transport sont considérables. Il emporte pour trois mois de consommation d’eau, complétée par six mois de vin et d’eau douce . S’y ajoute pour cinq à six mois de vivres, soit plusieurs dizaines de tonnes de biscuits, farine, légumes secs et frais, viande et poisson salé, fromage, huile, vinaigre, sel, sans compter du bétail sur pied qui sera abattu au fur et à mesure de la campagne.
Il porte l’armement habituel pour cette catégorie de navire : trente pièces de 36 livres sur la batterie basse, 32 pièces de 18 livres sur la deuxième batterie et dix-huit pièces de 8 sur les gaillards. Tous ces canons sont en fer. Ces trois calibres sont les mêmes que ceux que l’on trouve sur les 74 canons, ce qui montre bien la filiation entre les deux types de navire. Le poids de la bordée est de 972 livres (à peu près de 475 kg) et le double si le navire fait feu simultanément sur les deux bords. En moyenne, chaque canon dispose de 50 à 60 boulets. Il y a aussi plusieurs tonnes de mitraille et de boulets ramés. Le vaisseau embarque plus de 20 tonnes de poudre noire, stockée sous forme de gargousses ou en vrac dans les cales. Sachant que la Marine de Louis XV ne construit plus de trois-ponts de 100-110 canons depuis le début des années 1740, le Foudroyant fait partie des plus puissantes unités de la flotte dans les années 1750.

## Service dans la Marine royale française (1751-1758)

### Vaisseau-amiral à la bataille de Minorque
Il sert logiquement de vaisseau-amiral à l’escadre de Toulon lorsque la guerre reprend en 1755 entre la France et l'Angleterre car c'est le vaisseau le plus puissant de l'escadre. Au printemps 1756, il est monté par La Galissonière dans le flotte de douze vaisseaux qui appareille vers Minorque avec plus de 12 000 soldats sur 170 navires de transport pour faire la conquête de cette base anglaise. Il embarque aussi l'état-major du maréchal de Richelieu. Le débarquement de cette troupe s'étant réalisé avec succès, le Foudroyant reste au large avec le reste de l'escadre pour couvrir le siège de la garnison anglaise enfermée dans le fort Saint-Philippe. Le 20 mai 1756, il participe à la bataille de Minorque. Placé au centre du dispositif français, il affronte le vaisseau amiral britannique HMS Ramillies de John Byng. L'escadre anglaise repoussée, les Français peuvent s'emparer de l'île le 29 juin.

### Défaite et capture à Carthagène
En 1757, le Foudroyant passe l’essentiel de l’année à quai. Comme tous les vaisseaux de Toulon, il est victime de la désorganisation des équipages qui désertent en masse car ils n’ont pas été payés depuis des mois. Le navire perd aussi son statut de vaisseau amiral de la flotte de Toulon qui passe sur l’Océan, 80 canons lancé l’année précédente. En février 1758, le Foudroyant appareille de Toulon à la tête d’une petite force de deux vaisseaux et d’une frégate qui doit rejoindre l'escadre de La Clue (huit vaisseaux et une frégate) bloquée à Carthagène par une force anglaise très supérieure. Il est sous le commandement de Duquesne de Menneville, officier au nom prestigieux car petit-neveu du grand Duquesne. Arrivé le 27 février dans les eaux espagnoles, il est repéré par les Anglais alors que les navires français enfermés dans Carthagène ne peuvent le rejoindre à cause de vents contraires. Il est pris en chasse par trois vaisseaux anglais détachés de la flotte de l'Henry Osborn : le HMS Monmouth, HMS Hampton Court et le HMS Swiftsure.
En fin d’après-midi du 28 février, il est rejoint par le Monmouth. Portant une artillerie moins importante (64 canons) et de plus faible calibre, ce bâtiment n’est normalement pas en état d’inquiéter le Foudroyant. Mais son capitaine, Arthur Gardiner, s’est juré de venger la défaite de son chef, John Byng auprès de qui il a combattu deux ans auparavant à Minorque sur le HMS Ramillies contre le Foudroyant. Le duel entre les deux vaisseaux ne donne d’abord pas grand-chose, malgré des tirs d’enfilade respectifs. Duquesne de Menneville accepte finalement un combat bord à bord alors que les deux autres vaisseaux anglais se rapprochent. Le feu est intense, puis baisse soudainement côté français : dans un mouvement de panique, tous les canonniers de la deuxième batterie (celle des canons de 18 livres) ont déserté leur poste pour se réfugier dans les parties basses du vaisseau. Le feu de la première batterie, avec ses pièces de 36 livres, devrait pourtant réussir à tenir à distance le Monmouth qui n’embarque pas de tels calibres.
En vain : le combat continue en pleine nuit. Le capitaine anglais est blessé à mort à la tête et son vaisseau perd son mât d’artimon, mais ses deux lieutenants poursuivent la lutte. Le Foudroyant, à son tour, perd son mât d’artimon et, beaucoup plus grave, vers une heure du matin, son grand mât, qui, en basculant sur l’avant, endommage son dernier mât, celui de misaine. Le Monmouth, hors de combat, finit par s'éloigner, mais le Foudroyant, avec son seul mât de misaine, est incapable de se dégager alors qu’arrivent les deux autres vaisseaux, le Hampton Court (64 canons) et le Swiftsure (74), qui l’attaquent en se plaçant sur les deux bords. Vers 2h00 du matin, Duquesne de Menneville, jugeant la situation sans issue, amène son pavillon. Le bâtiment compte 200 tués ou blessés. Duquesne de Menneville insiste pour remettre son épée aux deux lieutenants, parmi lesquels le lieutenant Hammick qui commandait le principal pont-batterie.
Après la bataille, l'équipage compose un poème en souvenir du combat, qui comprenait les lignes suivantes :
Gallant Hammick aimed his guns with care,
not one random shot he fired in the air.
Le galant Hammick ajusta ses canons avec soin,
Pas un seul tir ne manqua son but
Ce poème témoigne du fait que les Anglais tirent une grande fierté de ce combat qui leur apparait comme une victoire de David sur Goliath. Outre la saisie d’un gros bâtiment de guerre qui les avait malmenés à Minorque deux ans plus tôt, ils ont aussi la satisfaction d’avoir entre leurs mains celui qui avait été leur pire adversaire lorsqu’il était gouverneur du Canada. Pour les Français, la perte de l'un des deux plus puissants vaisseaux de la flotte de Toulon dans un combat somme toute secondaire est humiliante. Duquesne de Menneville, malgré ses très bons états de service, va en payer le prix fort en étant privé définitivement de tout commandement à la mer. Sur la totalité du conflit (1755-1763), le Foudroyant fait partie des trente-sept vaisseaux de ligne perdus par la France. Un chant de marin traditionnel raconte en détail la capture du Foudroyant. Il en a été collecté deux versions en France et une trentaine au Québec et en Acadie. Il en existe deux versions enregistrées. Une de 1953, de caractère ethnologique, par Lévi LeBouthillier (Acadien de Saint-Simon-de-Caraquet) enregistré par Dominique Gauthier. Une du début des années 2000, à l'aspect plus artistique tout en gardant une certaine authenticité, enregistré au profit de la SNSM par le groupe Merevan créé par Henri Baquiast.

### Galerie

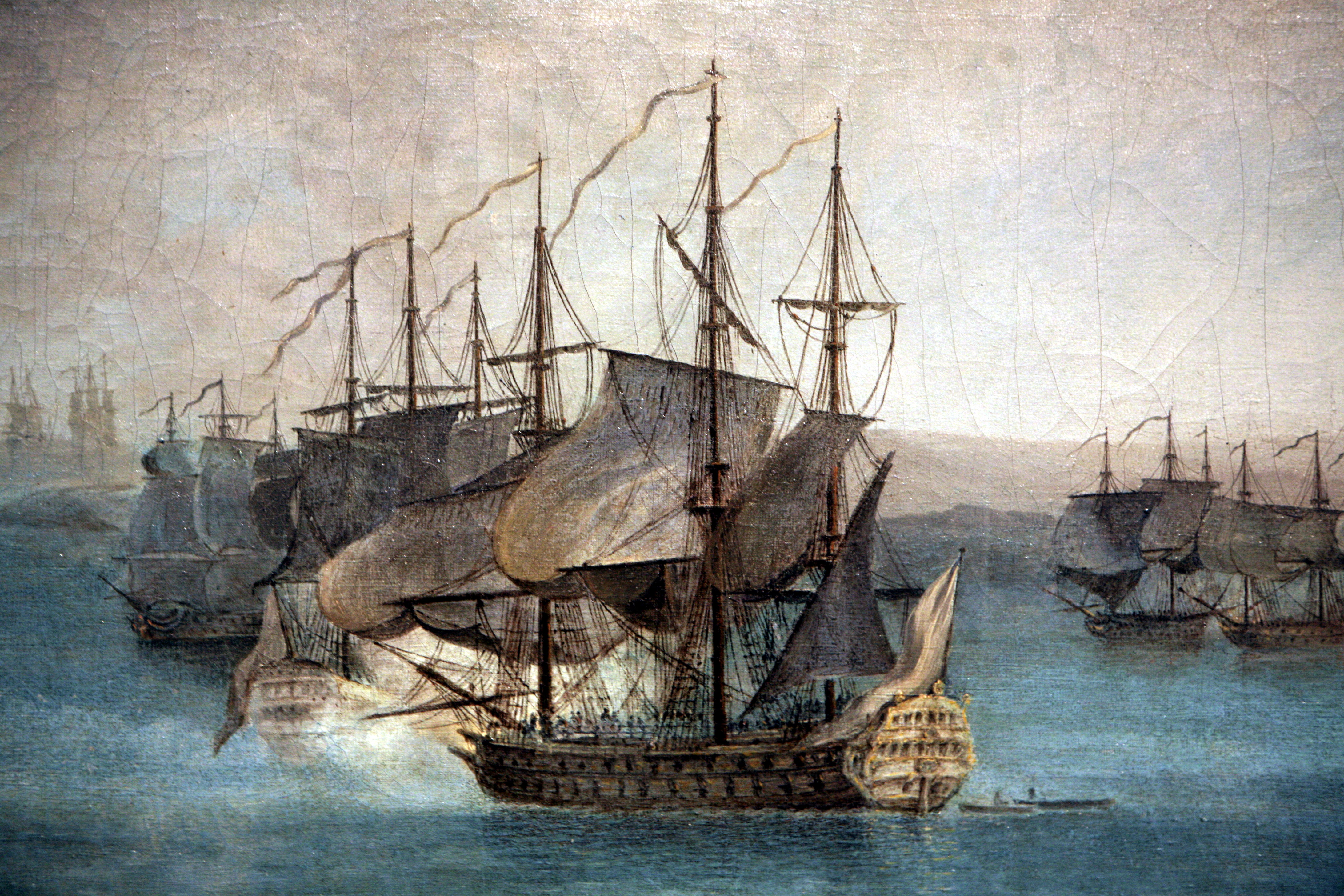
Représentation probable du Foudroyant en 1756, au moment de l'expédition de Minorque
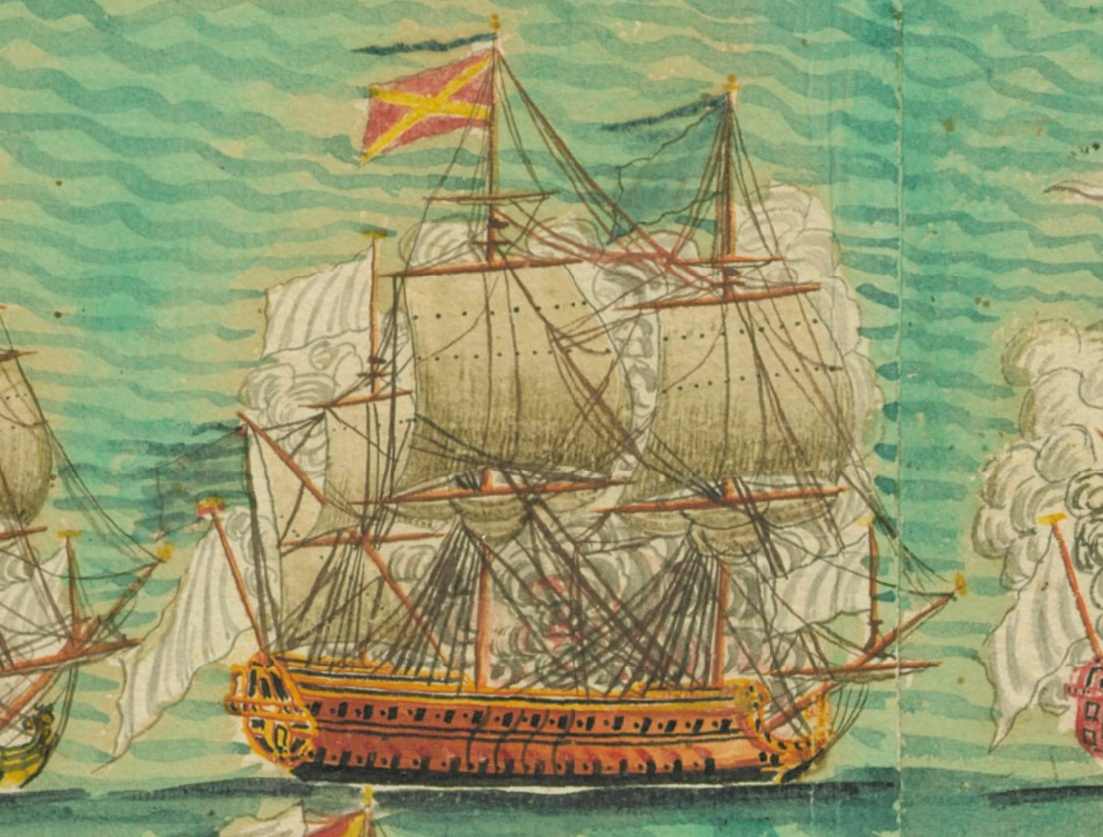
Le Foudroyant sert comme vaisseau-amiral de La Galissonière à la bataille de Minorque, le 20 mai 1756.
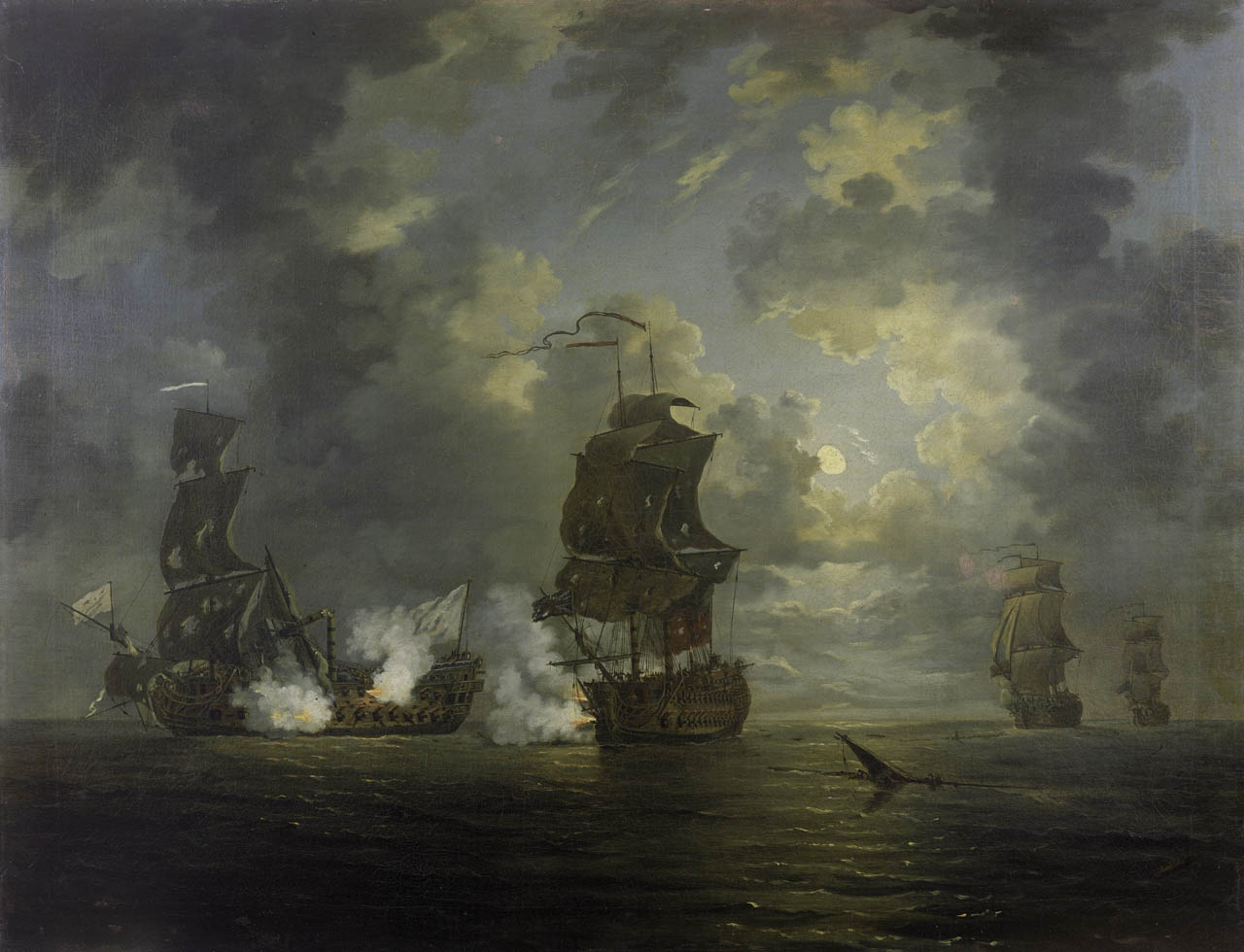
Le Foudroyant désemparé par les coups du HMS Monmouth, lors de la bataille de Carthagène, le 28 février 1758.
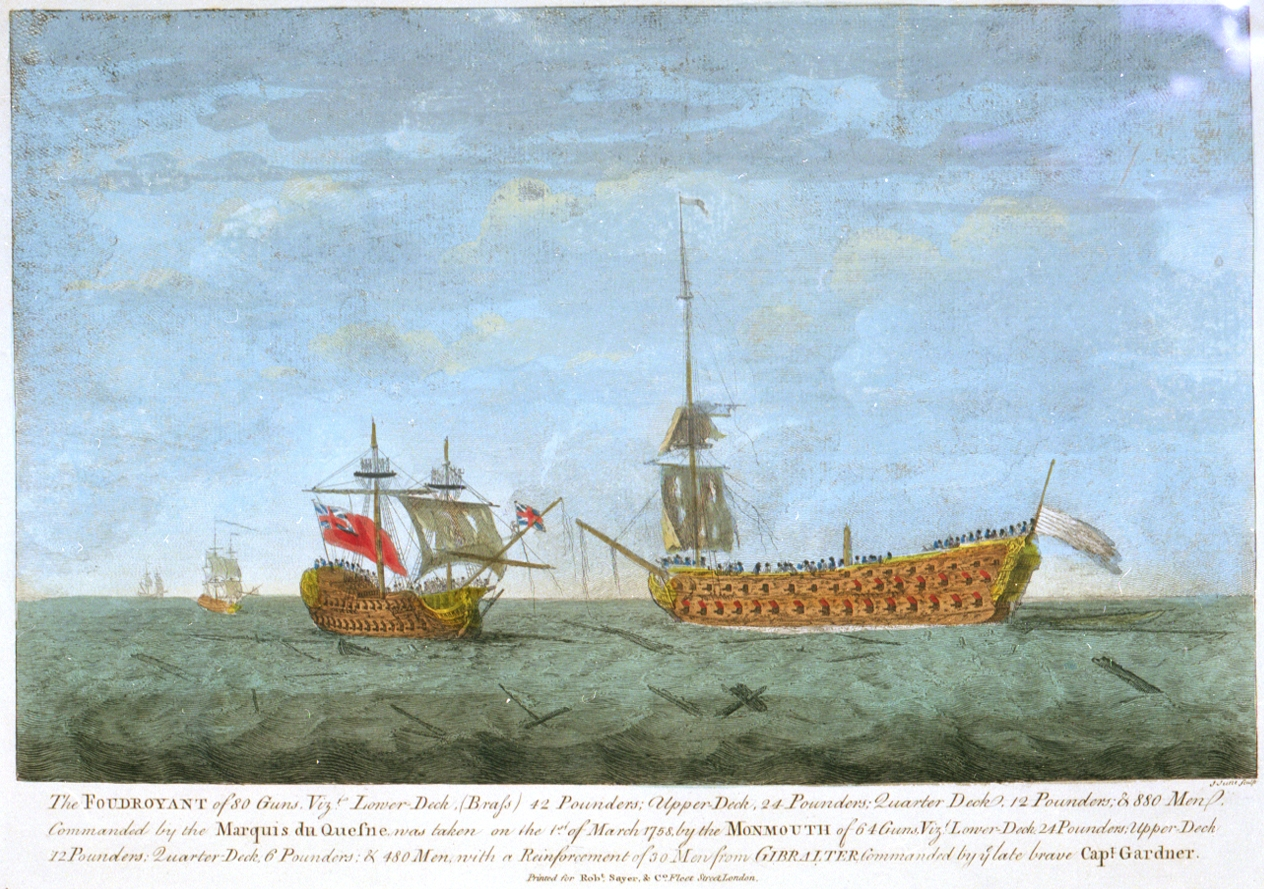
Le Foudroyant au lendemain du combat après sa reddition, en compagnie du HMS Monmouth.

## Service dans laRoyal Navy(1758-1787)

### Guerre de Sept Ans
Le navire est pris en remorque par le Monmouth jusqu’à Gibraltar, puis amené à Portsmouth. Il y est inspecté en septembre 1758 pour un montant de 163£ 10.2d. L'Admiralty approuve son acquisition le 7 novembre de cette année, et il est acheté le 6 décembre pour la somme de 16 759 £. Il est officiellement nommé HMS Foudroyant et intègre les listes de la marine le 13 décembre 1758. Il est radoubé à Portsmouth entre février et août 1759 pour la somme de 14 218 £.
Il reprend le service actif en juin 1759 sous le commandement du captain Richard Tyrell, servant de vaisseau amiral au Vice-Admiral Sir Charles Hardy entre juin et octobre 1759. En août, il navigue au sein de la flotte de l'Admiral Edward Hawke. Le HMS Foudroyant est à nouveau radoubé à Portsmouth au printemps 1760, avant d'être confié au capitaine Robert Duff. Il met les voiles en direction des îles Leeward en avril 1760, et retourne en Angleterre à l'automne pour être à nouveau radoubé. Il prend part à l'expédition britannique contre la Martinique au début de 1762, avant de passer sous le commandement du capitaine Molyneux Shuldham, plus tard cette année-là. Il sert, un temps, de vaisseau amiral à l'amiral Rodney, avant d'être désarmé en 1763 lorsque s'achève la guerre de Sept Ans.
Il est inspecté à plusieurs reprises, et subit de grosses réparations entre février 1772 et janvier 1774, après quoi il est affecté comme navire de garde à Plymouth en avril 1775. Il reprend du service en août de cette année, sous le commandement du captain John Jervis, et est stationné à Plymouth jusqu'au début de 1777. En mars 1777, il est déclaré apte au service dans la Manche, et passe l'été à croiser au large des côtes de France.

### Guerre d’Indépendance américaine
Au printemps 1778, la guerre reprend avec la France qui a décidé de s'allier avec les insurgés américains et de les soutenir militairement. Le 18 juin 1778, HMS Foudroyant fait partie des premiers vaisseaux à ouvrir le feu dans le nouveau conflit en combattant et en capturant la frégate Pallas de 32 canons. Il fait ensuite partie de l'importante escadre de l'amiral Keppel (30 vaisseaux) qui affronte celle du lieutenant général d'Orvilliers (29 vaisseaux) à Ouessant le 27 juillet 1778. Au centre du dispositif anglais, il combat notamment contre l'Actionnaire de 64 canons. Jervis est brièvement remplacé en tant que captaine par Charles Hudson, pendant que le Foudroyant devient le vaisseau amiral du vieux commandant, devenu vice-amiral Lord Shuldham. Jervis récupère son commandement en 1779, naviguant dans la flotte de Hardy chargée de protéger le sud de l'Angleterre d'un éventuel débarquement Franco-espagnol, avant d'être détaché dans une autre escadre en décembre 1779. Le HMS Foudroyant retourne au port au début de 1780, ou il est radoubé et sa coque doublée avec des plaques de cuivre. Une fois ces réparations achevées en mai, il reprend la mer dans un premier temps au sein de la flotte de Sir Francis Geary, puis dans celle de George Darby.
En avril 1781, il est employé pour secourir Gibraltar assiégée par d'importantes forces Franco-espagnoles. Après cela, il passe dans l'escadre qui est sous les ordres de Robert Digby. À l'été 1781, il rejoint la flotte de Darby et, en avril 1782, il passe dans l'escadre de Samuel Barrington. Il poursuit et capture le Pégase (74) lors d'un bref combat le 21 avril 1782, ce qui vaut à Jervis d'être anobli. Il reprend la mer en juillet 1782, cette fois dans la flotte de l'amiral Howe, et croise en automne à l'ouest des îles britanniques. En octobre 1782, il fait partie de l'imposante escadre de Howe (34 vaisseaux) qui escorte un grand convoi de 183 voiles devant ravitailler Gibraltar assiégée. La mission achevée, il est présent à la canonnade qui s'ensuit au large du cap Spartel lorsque les Franco-espagnols tentent d'intercepter le convoi sur le retour. En 1783, il sert brièvement sous le commandement du capitaine William Cornwallis, mais il est désarmé peu après et retiré du service avec l'achèvement du conflit. Il a passé toute la durée du conflit dans les eaux européennes et n'a pas été employé en Amérique ou aux Antilles.
Le 24 août 1787, un ordre de l'Amirauté prévoit que le Foudroyant soit mis à la casse. Il est vendu peu après pour 479 £. Le démantèlement est achevé le 26 septembre 1787. Ses structures auraient été fragilisées par un champignon xylophage. Ce très bon navire, qui témoigne du haut degré de qualité des arsenaux français au milieu du XVIIIe siècle, n'a connu la défaite qu'une fois, au moment de sa capture, et a finalement rendu plus de service à la Royal Navy qu'à la Marine française qui ne l'a aligné dans ses rangs que sept ans contre presque trente pour sa rivale.

### Galerie

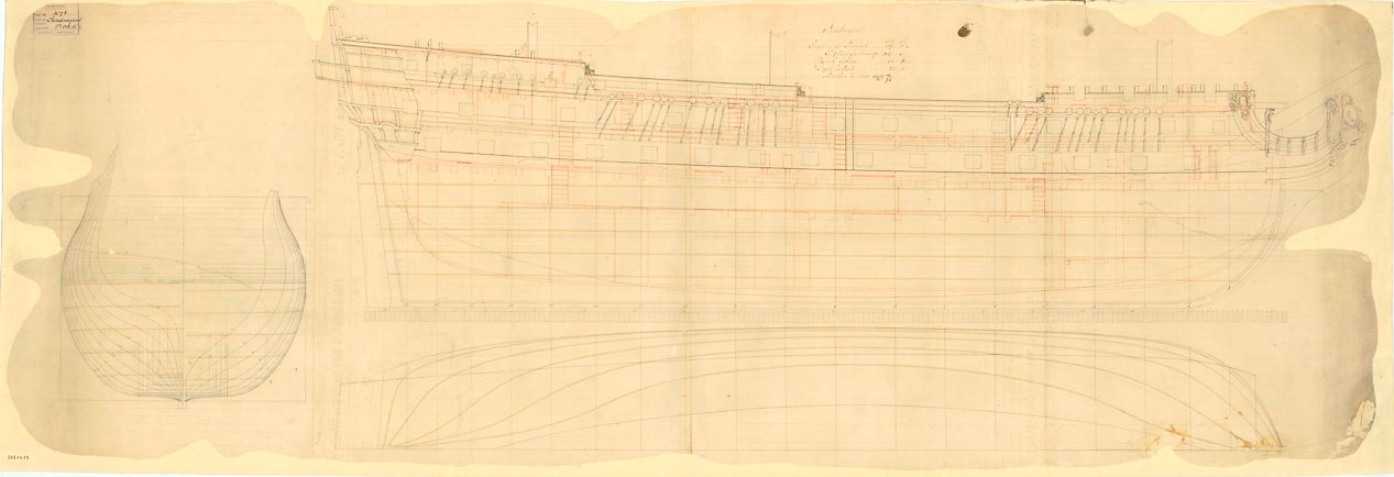
Profil du Foudroyant dressé en Angleterre au moment de l’intégration du vaisseau dans la Royal Navy.
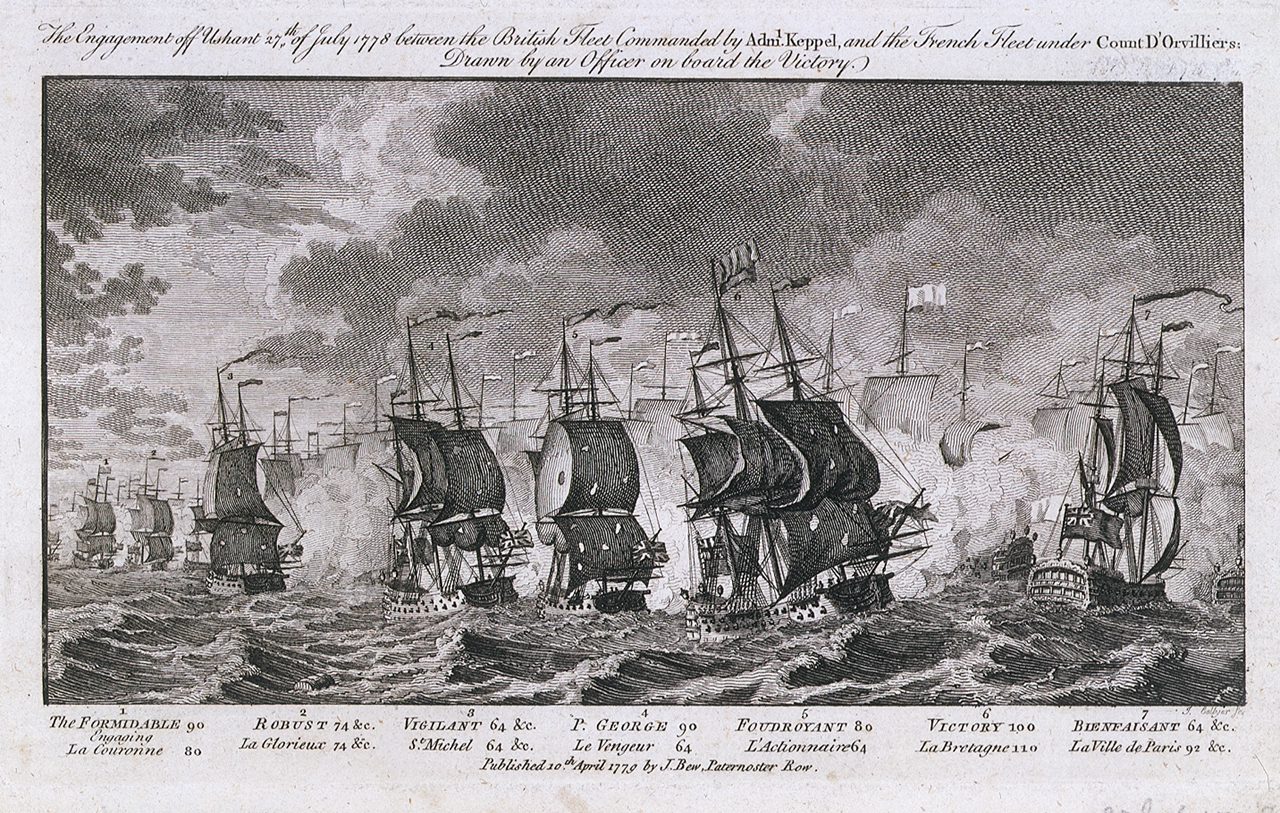
Le HMS Foudroyant au combat, dans le centre de l’escadre anglaise, à la bataille d’Ouessant, le 27 juillet 1778.
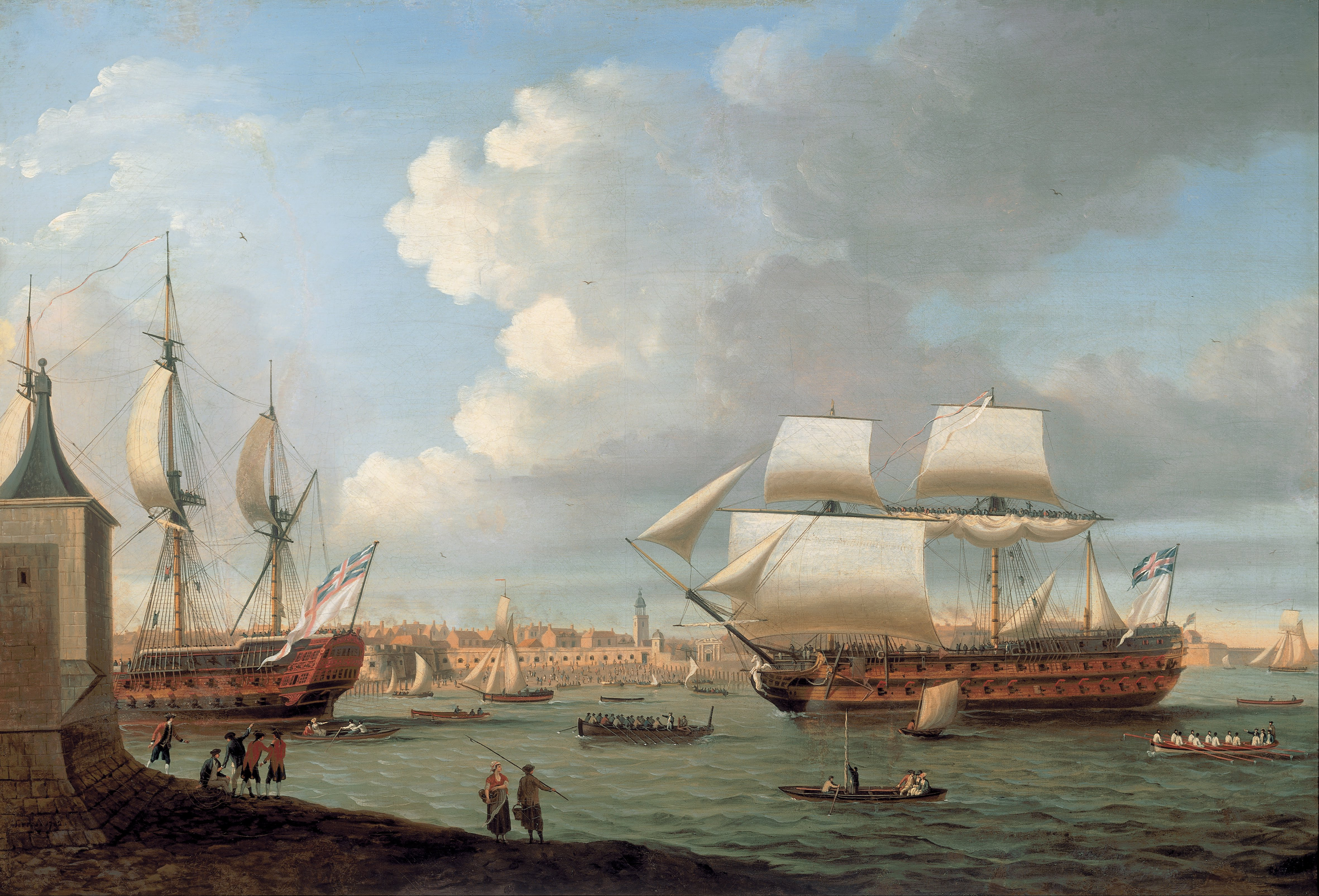
Le HMS Foudroyant rentrant à Portsmouth en 1782, en compagnie du Pégase qu’il vient de capturer.

## Dans l'imaginaire
- L'histoire de la bande dessinée créée par François Bourgeon, La Fille sous la dunette, le premier des sept tomes des Passagers du vent, se déroule sur le navire de guerre qui échappe à la capture par les trois navires britanniques.

## Sources
: document utilisé comme source pour la rédaction de cet article.
- (en) Cet article est partiellement ou en totalité issu de l’article de Wikipédia en anglais intitulé « HMS Foudroyant (1758) » (voir la liste des auteurs).
- (en) Brian Lavery, The Ship of the Line, vol. 1 : The development of the battlefleet 1650-1850, Conway Maritime Press, 2003 (ISBN 0-85177-252-8).
- (en) David Lyon, The Sailing Navy List. All the Ships of the Royal Navy. Built, purchased and captured, 1688–1860, Londres, Conway Maritime Press, 1993, 367 p. (ISBN 0-85177-617-5)
- Jean Meyer et Martine Acerra, Histoire de la marine française : des origines à nos jours, Rennes, Ouest-France, 1994, 427 p. [détail de l’édition] (ISBN 2-7373-1129-2, BNF 35734655)
- Michel Vergé-Franceschi, La Marine française au XVIIIe siècle : guerres, administration, exploration, Paris, SEDES, coll. « Regards sur l'histoire », 1996, 451 p. (ISBN 2-7181-9503-7)
- Michel Vergé-Franceschi (dir.), Dictionnaire d'histoire maritime, Paris, éditions Robert Laffont, coll. « Bouquins », 2002, 1508 p. (ISBN 2-221-08751-8 et 2-221-09744-0, BNF 38825325).
- Rémi Monaque, Une histoire de la marine de guerre française, Paris, éditions Perrin, 2016, 526 p. (ISBN 978-2-262-03715-4)
- Martine Acerra et André Zysberg, L'essor des marines de guerre européennes : vers 1680-1790, Paris, SEDES, coll. « Regards sur l'histoire » (no 119), 1997, 298 p. [détail de l’édition] (ISBN 2-7181-9515-0, BNF 36697883)
- Patrick Villiers, La France sur mer : De Louis XIII à Napoléon Ier, Paris, Fayard, coll. « Pluriel », 2015, 286 p. (ISBN 978-2-8185-0437-6).
- Patrick Villiers, Des vaisseaux et des hommes : La marine de Louis XV et de Louis XVI, Paris, Fayard, coll. « Histoire », 2021, 416 p. (ISBN 978-2-213-68127-6)
- Jean-Michel Roche (dir.), Dictionnaire des bâtiments de la flotte de guerre française de Colbert à nos jours, t. 1, de 1671 à 1870, éditions LTP, 2005, 530 p. (lire en ligne)
- Étienne Taillemite (nouvelle édition revue et augmentée), Dictionnaire des marins français, Paris, éditions Tallandier, 2002, 573 p. (ISBN 2-84734-008-4)
- Henri Rivière, Histoire maritime de la France au dix-huitième siècle, t. 2, Paris, Le Normant, 1855, 471 p. (lire en ligne)
- Onésime Troude, Batailles navales de la France, t. 1, Paris, Challamel aîné, 1867-1868, 453 p. (lire en ligne)
- Georges Lacour-Gayet, La Marine militaire de la France sous le règne de Louis XV, Honoré Champion éditeur, 1910 (1re éd. 1902) (lire en ligne).
- Georges Lacour-Gayet, La Marine militaire de France sous le règne de Louis XVI, Paris, Honoré Champion, 1905, 719 p. (BNF 30709972, lire en ligne)